# American Graffiti
American Graffiti (conocida como Locura de verano en Argentina, México, Uruguay y Venezuela  o Locura americana en el resto de Hispanoamérica) es una película de comedia dramática estadounidense de 1973, coescrita y dirigida por George Lucas y protagonizada por Richard Dreyfuss, Ron Howard, Charles Martin Smith, Harrison Ford, Paul Le Mat, Cindy Williams, Candy Clark, Mackenzie Phillips, Bo Hopkins y Wolfman Jack.
La película — ambientada en Modesto, California — narra las aventuras de un grupo de adolescentes durante una noche en 1962. Retrata la cultura juvenil estadounidense de finales de los años 50 y principios de los 60, su manera de socializar y el impacto de música de rock 'n' roll en la generación de los baby boomer.
Mientras George Lucas estaba trabajando en su primera película, THX 1138, su amigo Francis Ford Coppola le sugirió que escribiera una película del género coming of age. Así surgió la génesis de American Graffiti inspirada en la adolescencia de Lucas a principios de la década de 1960 en Modesto. El concepto no tuvo éxito a nivel financiero, pero encontró el favor en Universal Pictures después de que otros estudios de cine rechazaran la propuesta. 
El rodaje se programó inicialmente en San Rafael, California, pero al equipo de producción se le negó el permiso para rodar más allá del segundo día. Como resultado, la producción se trasladó a Petaluma, también en California.
American Graffiti se estrenó el 2 de agosto de 1973, en el Festival Internacional de Cine de Locarno, en Suiza, y el 11 de agosto de 1973, en los Estados Unidos. La película fue un éxito comercial y obtuvo el reconocimiento de la crítica. Recibió cinco nominaciones a los Premios Óscar, incluyendo Mejor guion original, Mejor director y Mejor película. 
Con un presupuesto de 777.000 dólares, se ha convertido en una de las películas más rentables de todos los tiempos. Desde su estreno inicial, American Graffiti ha obtenido unos ingresos estimados en más de 200 millones de dólares en ventas brutas de taquilla y vídeos caseros (venta o el alquiler de la película en formato VHS), sin incluir el merchandising. En 1995, la Biblioteca del Congreso de Estados Unidos consideró que la película era "cultural, histórica o estéticamente significativa" y la seleccionó para su conservación en el National Film Registry.

## Sinopsis
En Modesto, California, cinco adolescentes celebran su última noche juntos al acabar el verano tras la secundaria, ya que al día siguiente cada uno se marchará a buscar su futuro. Pero antes de afrontar su paso a la vida adulta salen a divertirse, ligar, bailar o pasear en coche por la ciudad. 
Se trata de una historia de amistad, que amenaza con romperse por el peligro de la distancia, de amor imposible y platónico, bandas callejeras, carreras de coches y un locutor de radio convertido en leyenda urbana. Las historias de cada uno de los cinco protagonistas se cuentan casi de manera independiente, pero todas se encuentran entrelazadas de alguna manera. El filme es un mosaico que representa la transición de la adolescencia a la madurez.

## Argumento
En su última noche del verano de 1962, Curt Henderson y Steve Bolander, dos amigos recién graduados de secundaria, se reúnen con sus compañeros en el Mel's Drive-In, en Modesto, California. Entre ellos están John Milner, un corredor callejero confiado, y Terry "The Toad" Fields, un joven torpe pero bien intencionado.
Curt y Steve tienen planeado viajar al este para comenzar la universidad, pero Curt empieza a dudar de su decisión. Por otro lado, Steve le propone a su novia Laurie —hermana de Curt— que se den un tiempo mientras él está fuera, lo que provoca una discusión.
Durante la noche, Curt ve a una misteriosa mujer rubia en un Ford Thunderbird blanco, que le dice "Te amo" antes de desaparecer. Esto lo obsesiona, y pasa la noche buscándola. En el camino, se cruza con una pandilla local, "Los Faraones", y participa en algunas travesuras con ellos.
Terry, que quedó a cargo del coche de Steve, conoce a Debbie, una chica rebelde a la que intenta impresionar mintiendo sobre su auto y su experiencia. Aunque pasan por varios enredos, al final ella se encariña con él a pesar de la verdad.
John recoge sin querer a Carol, una niña de 12 años que insiste en pasar la noche dando vueltas en el coche. A pesar de la diferencia de edad, terminan conectando como amigos. Mientras tanto, Bob Falfa, otro corredor, reta a John a una carrera. Más tarde, Bob recoge a Laurie tras una pelea con Steve.
Curt visita una emisora de radio para pedir que transmitan un mensaje a la mujer del Thunderbird. Aunque le dicen que el famoso locutor Wolfman Jack ya no está, descubre que sigue allí y accede a pasar el mensaje.
Esa noche, John acepta la carrera contra Bob. Durante la competencia, el coche de Bob se sale del camino y se incendia, pero él y Laurie logran salir ilesos. Después del accidente, Steve decide quedarse en Modesto con Laurie.
Al amanecer, Curt recibe una llamada de la misteriosa mujer, pero le dice que está por dejar la ciudad. En el avión, ve pasar el Thunderbird por la carretera y lo observa desde el aire, pensativo.
Una posdata informa el destino de los personajes: John murió en 1964 en un accidente con un conductor ebrio; Terry desapareció en Vietnam en 1965; Steve se convirtió en agente de seguros en Modesto; y Curt se volvió escritor y vive en Canadá.

## Reparto
- Richard Dreyfuss como Curt Henderson
- Ron Howard como Steve Bolander (acreditado como Ronny Howard)
- Paul Le Mat como John Milner
- Charles Martin Smith como Terry "The Toad" Fields[n 2]
- Cindy Williams como Laurie Henderson
- Candy Clark como Debbie Dunham
- Mackenzie Phillips como Carol Morrison
- Wolfman Jack como el disc jockey (él mismo)
- Bo Hopkins como Joe Young
- Manuel Padilla, Jr. como Carlos
- Beau Gentry como Ants
- Harrison Ford como Bob Falfa
- Lynne Marie Stewart como Bobbie Tucker
- Terry McGovern como el Sr. Wolfe
- Kathleen Quinlan como Peg
- Scott Beach como el Sr. Gordon
- Susan Richardson como Judy
- Kay Ann Kemper como Jane
- Joe Spano como Vic
- Debralee Scott como la chica de Falfa
- Suzanne Somers como la mujer rubia en el T-Bird

## Desarrollo

### Inspiración
Durante la producción de THX 1138 (1971), el productor Francis Ford Coppola le sugirió a George Lucas escribir un guion que fuera atractivo para el público en general. Lucas acogió la idea, utilizando sus experiencias adolescentes de principios de la década de 1960 en Modesto, California, en especial la de andar en auto por la ciudad durante la noche los fines de semana, una actividad común de la época llamada cruising. 
"El cruising había desaparecido y me sentí obligado a documentar toda la experiencia y lo que mi generación había usado como una forma de conocer chicas", explicó Lucas. A medida que desarrollaba la historia en su mente, Lucas incluyó su fascinación por el locutor de radio Wolfman Jack, una leyenda de la época. Lucas había considerado hacer un documental sobre Wolfman cuando asistió a la Universidad del Sur de California, pero finalmente abandonó la idea.
Añadiendo connotaciones semiautobiográficas, Lucas estableció la historia en su ciudad natal de Modesto en 1962. Los personajes Curt Henderson, John Milner y Terry "The Toad" Fields también representan diferentes etapas de su vida más joven. Curt sigue el modelo de la personalidad de Lucas durante la universidad; Milner se basa en personas aficionadas a las carreras callejeras que había conocido en Modesto; y Toad representa los años de Lucas como un "nerd del primer año en la escuela secundaria", destacando específicamente su "mala suerte" con las citas. El cineasta también se inspiró en la película I Vitelloni (1953), de Federico Fellini.
Después del fracaso financiero de THX 1138, Lucas quería que la película actuara como un lanzamiento para una audiencia hastiada:

"[THX] trataba sobre cosas reales que estaban sucediendo y los problemas que enfrentábamos. Me di cuenta después de hacer THX que esos problemas son tan reales que la mayoría de nosotros tenemos que enfrentar esas cosas todos los días, por lo que estamos en un constante estado de frustración. Eso solo nos deprime más que antes. Así que hice una película donde, esencialmente, podemos deshacernos de algunas de esas frustraciones, de la sensación de que todo parece inútil".

### United Artists
Después de que Warner Bros. abandonó la versión inicial de Lucas de Apocalypse Now (durante la postproducción de THX 1138), el cineasta decidió continuar desarrollando Another Quiet Night in Modesto (Otra noche tranquila en Modesto), finalmente cambiando su título a American Graffiti. Para coescribir un tratamiento de 15 páginas, Lucas contrató a Willard Huyck y Gloria Katz, quien también agregó material semiautobiográfico a la historia.
Lucas y el productor Gary Kurtz presentaron el proyecto de American Graffiti a varios estudios y compañías de producción de Hollywood en un intento de asegurar el financiamiento necesario para expandirlo a un guion, pero no tuvieron éxito. Los posibles financistas estaban preocupados de que los costos de las licencias musicales harían que la película superara el presupuesto. Junto con Easy Rider (1969), American Graffiti fue una de las primeras películas que evitó una música cinematográfica tradicional y confió exitosamente en sincronizar una serie de canciones populares con escenas individuales.
THX 1138 se estrenó en marzo de 1971, y a Lucas se le ofrecieron oportunidades para dirigir proyectos como Lady Ice, Tommy y Hair. Rechazó esas ofertas, decidido a perseguir sus propios proyectos a pesar de su deseo urgente de encontrar otra película para dirigir. Durante este tiempo, Lucas concibió la idea de una ópera espacial (aún sin título) que más tarde se convirtió en la base de su franquicia Star Wars. En el Festival Internacional de Cine de Cannes de 1971, se eligió a THX 1138 para la competencia Quincena de Realizadores. Allí, Lucas conoció a David Picker, entonces presidente de United Artists, quien estaba intrigado por American Graffiti y la ópera espacial de Lucas. Picker decidió darle a Lucas $10,000 dólares para desarrollar American Graffiti como guion.
Lucas planeó pasar otras cinco semanas en Europa, y esperaba que Huyck y Katz aceptaran terminar el guion para cuando regresara, pero estos estaban a punto de comenzar su propia película, Messiah of Evil, por lo que Lucas contrató al guionista Richard Walter, un colega de la Universidad del Sur de California, para el trabajo. Walter se sintió halagado, pero inicialmente intentó vender a Lucas un guion diferente llamado "Barry and the Persuasions", una historia de adolescentes de la costa este a fines de la década de 1950. Lucas se mantuvo firme: su historia era sobre adolescentes de la costa oeste a principios de los años sesenta. A Walter se le pagaron los $10,000 dólares y comenzó a expandir el tratamiento de Lucas, Huyck y Katz a un guion.
Lucas quedó consternado cuando regresó a Estados Unidos en junio de 1971 y leyó el guion de Walter, que estaba escrito en el estilo y tono de una película de explotación, similar a Hot Rods to Hell, de 1967. "Era abiertamente sexual y muy fantasiosa, con cosas como el juego de la gallina que los adolescentes realmente no hacían", explicó Lucas. "Quería algo que se pareciera más a mi forma de crecer", agregó. El guion de Walter también mostraba a Steve y Laurie yéndose a Nevada a casarse sin el permiso de sus padres. Walter reescribió el guion, pero Lucas lo despidió debido a sus diferencias creativas.
Después de pagarle a Walter, Lucas había agotado su fondo de desarrollo de United Artists. Comenzó a escribir un guion, completando su primer borrador en solo tres semanas. Basándose en su gran colección de discos antiguos, Lucas escribió cada escena con una canción en particular como telón de fondo musical. El costo de licenciar las 75 canciones que Lucas quería fue un factor en la decisión final de United Artists de rechazar el guion; el estudio también consideró que era demasiado experimental: "Un montaje musical sin personajes". United Artists pasó también del futuro proyecto Star Wars, que Lucas archivó por el momento.

### Universal Studios
Lucas pasó el resto de 1971 y principios de 1972 intentando recaudar fondos para el guion de American Grafitti. Durante ese periodo de tiempo, Metro-Goldwyn-Mayer, Paramount Pictures, 20th Century Fox y Columbia Pictures rechazaron la oportunidad de cofinanciar y distribuir la película. Lucas, Huyck y Katz reescribieron el segundo borrador juntos, que, además de Modesto, también tomó como escenario de la acción Mill Valley y Los Ángeles. 
Lucas también tenía la intención de terminar American Graffiti mostrando un intertítulo que detallara el destino de los personajes, incluida la muerte de Milner y la desaparición de Toad durante la guerra de Vietnam. Huyck y Katz encontraron el final deprimente y no podían creer que Lucas planeara incluir solo a los personajes masculinos. Lucas sostuvo que incluir a las chicas implicaría añadir otro intertítulo, el cual sentía que prolongaría el final. Debido a ello, la crítica de cine Pauline Kael acusaría más tarde a Lucas de machismo.
Lucas y el productor Gary Kurtz llevaron el guion a American International Pictures, que expresó interés pero finalmente creyó que American Graffiti no era lo suficientemente violenta o sexual para los estándares del estudio. Lucas y Kurtz finalmente encontraron el favor de Universal Pictures, que le permitió a Lucas total control artístico y el tener derecho al montaje final con la condición de que rodara American Graffiti con un presupuesto estrictamente bajo. Eso lo obligó a abandonar la escena de apertura en la que Blonde Angel, la imagen de Curt de la mujer perfecta, conduce a través de un cine vacío en su Ford Thunderbird, con su transparencia revelando que en realidad no existe.
Universal inicialmente proyectó un presupuesto de $600,000 dólares, pero agregó $175,000 adicionales una vez que el productor Francis Ford Coppola firmó como colaborador. Eso permitiría al estudio publicitar American Graffiti como «del hombre que trajo El padrino», pero Lucas se vio obligado a renunciar al privilegio del montaje final. 
La propuesta también dio a Universal los acuerdos de primer vistazo sobre los próximos dos proyectos planificados de Lucas, Star Wars y Radioland Murders. Mientras continuaba trabajando en el guion, Lucas encontró dificultades en la historia de Steve y Laurie. Lucas, Katz y Huyck trabajaron juntos en el tercer borrador, específicamente en las escenas con Steve y Laurie.
La producción continuó prácticamente sin aportaciones ni interferencias de Universal, ya que American Graffiti era una película de bajo presupuesto, y el ejecutivo Ned Tanen tenía unas expectativas bastante modestas acerca de su éxito comercial. Sin embargo, Universal objetó el título de la película, sin saber lo que significaba American Graffiti;
Lucas estaba consternado cuando algunos ejecutivos asumieron que estaba haciendo una película italiana sobre pies. Por lo tanto, el estudio presentó una larga lista de más de 60 títulos alternativos, siendo su favorito Another Slow Night in Modesto y Rock Around the Block, sugerido por Coppola. Se esforzaron mucho para que Lucas adoptara cualquiera de esos títulos, pero él estaba disgustado con todas las alternativas y persuadió a Tanen para que mantuviera American Graffiti.

## Producción

### Casting
El largo proceso de casting de la película fue supervisado por Fred Roos, quien trabajo con el productor Francis Ford Coppola en El padrino. Debido a que el elenco principal de American Graffiti era para actores más jóvenes, la convocatoria de casting y los avisos pasaron por numerosos grupos de teatro de escuelas secundarias y teatros comunitarios en el área de la Bahía de San Francisco. Entre los actores estaba Mark Hamill, el futuro Luke Skywalker en la trilogía de Star Wars de Lucas.

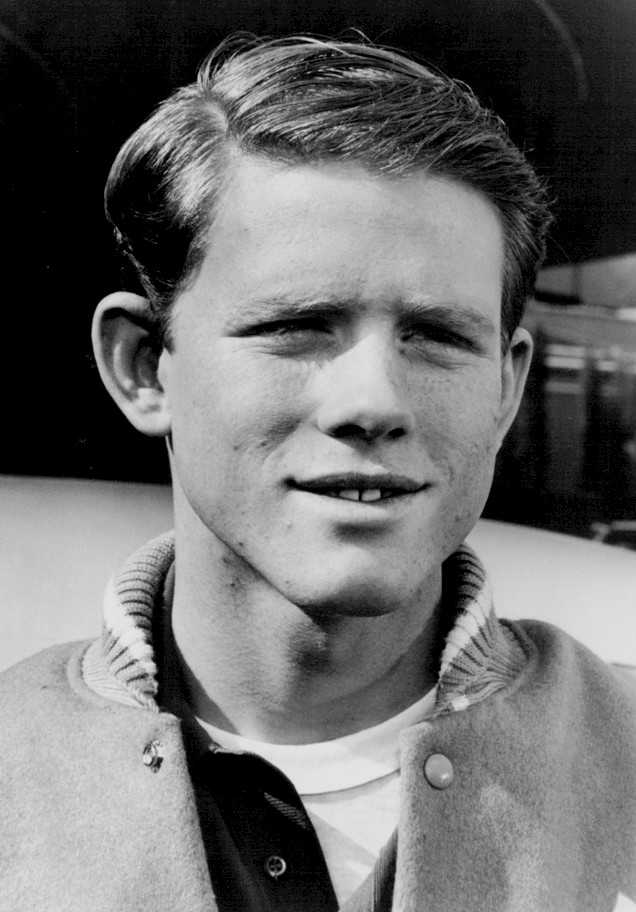
Ron Howard, caracterizado como Richie Cunningham en la serie Happy Days, aceptó el papel de Steve Bolander para romper con el molde de su carrera como actor infantil.

Más de 100 actores desconocidos audicionaron para el rol de Curt Henderson antes que Richard Dreyfuss fuera elegido. George Lucas quedó impresionado con el análisis reflexivo de Dreyfus sobre el papel, y como resultado, le ofreció al actor elegir entre Curt o Terry "The Toad" Fields. Roos, un ex director de casting en The Andy Griffith Show, sugirió a Ron Howard para que interprete a Steve Bolander. 
Howard aceptó el papel para romper con el molde de su carrera como actor infantil. Howard aparecería luego en un rol similar como Richie Cunningham en Happy Days. Bob Balaban rechazó el papel de Terry por miedo a ser encasillado, decisión de la que luego se arrepintió. Charles Martin Smith, quien, en su primer año como actor profesional, ya había aparecido en dos largometrajes y cuatro episodios de televisión, finalmente fue elegido para el papel.
Aunque Cindy Williams fue elegida como Laurie Henderson y disfrutaba trabajar con Lucas y Howard, la actriz esperaba conseguir el papel de Debbie Dunham, que acabó siendo para Candy Clark. Mackenzie Phillips, quien interpreta a Carol, sólo tenía 12 años y, según la ley de California, el productor Gary Kurtz tuvo que convertirse en su tutor legal durante el rodaje. Para Bob Falfa, Roos eligió a Harrison Ford, quien entonces se concentraba en trabajar como carpintero. Ford aceptó asumir el papel con la condición de no tener que cortarse el pelo. 
El personaje usaba una gorra plana en el guion, pero finalmente se llegó a un compromiso por el cual Ford usaba un sombrero Stetson para cubrirse el cabello. El productor Coppola animó a Lucas para que escogiera a Wolfman Jack como sí mismo en un cameo. "George Lucas y yo pasamos por miles de llamadas telefónicas de Wolfman Jack que fueron grabadas con el público," Jack reflexionó. "Las llamadas telefónicas [escuchadas en las transmisiones] en la película y en la banda sonora eran llamadas reales con personas reales."

### Rodaje
Aunque American Graffiti esta ambientada en Modesto en 1962, Lucas creía que la ciudad había cambiado demasiado en diez años e inicialmente eligió San Rafael como la locación principal. El rodaje empezó el 26 de junio de 1972, sin embargo, Lucas pronto se sintió frustrado por el tiempo que llevaba fijar los soportes de las cámaras a los coches.
También un miembro clave del equipo sería arrestado por cultivar marihuana, y además de retrasarse con respecto al cronograma de rodaje, el Ayuntamiento de San Rafael inmediatamente se preocupó por la interrupción a las empresas locales provocadas por el rodaje, por lo que retiró el permiso para rodar más allá de un segundo día.
Petaluma, un pueblo igualmente pequeño a unas 20 millas (32,2 km) al norte de San Rafael, fue más cooperativo, por lo que el rodaje de American Graffiti se trasladó ahí sin la pérdida de un solo día de rodaje. Lucas convenció al Ayuntamiento de San Rafael para permitir dos noches más de rodaje para tomas generales de cruising, que utilizó para evocar la mayor cantidad posible de la ubicación prevista en la película terminada. 
El rodaje en Petaluma inició el 28 de junio y procedió a un ritmo rápido. Lucas imitó el estilo cinematográfico del productor de cine serie B Sam Katzman (Rock Around the Clock, Your Cheatin' Heart y la ya mencionada Hot Rods to Hell) para intentar ahorrar dinero y autenticó métodos de filmación de bajo presupuesto.
Además de Petaluma, otras locaciones incluían el Mel's Drive-In de San Francisco, Sonoma, Richmond, Novato y el Aeropuerto Buchanan Field en Concord. El baile de primer año se filmó en el Gimnasio Gus, anteriormente conocido como el Boys Gym, en el Tamalpais High School en Mill Valley.
Más problemas surgieron durante el rodaje. Paul Le Mat fue hospitalizado tras sufrir una reacción alérgica a las nueces. Se decía que Le Mat, Harrison Ford y Bo Hopkins estaban borrachos la mayoría de las noches y todos los fines de semana, y que habían realizado competencias de escalada hacia la cima del letrero local de Holiday Inn. Un actor secundario prendió fuego al cuarto de motel donde se alojaba Lucas.
Otra noche, Le Mat lanzó a Richard Dreyfuss hacia una piscina, cortándole la frente el día antes de la fecha prevista para la filmación de sus primeros planos. Dreyfuss también se quejaba del vestuario que Lucas escogía para su personaje. Ford fue expulsado de su cuarto de hotel del Holiday Inn. Finalmente, dos operadores de cámara casi mueren mientras filmaban la escena climática de la carrera en Frates Road en las afueras de Petaluma. El rodaje terminó el 4 de agosto de 1972.

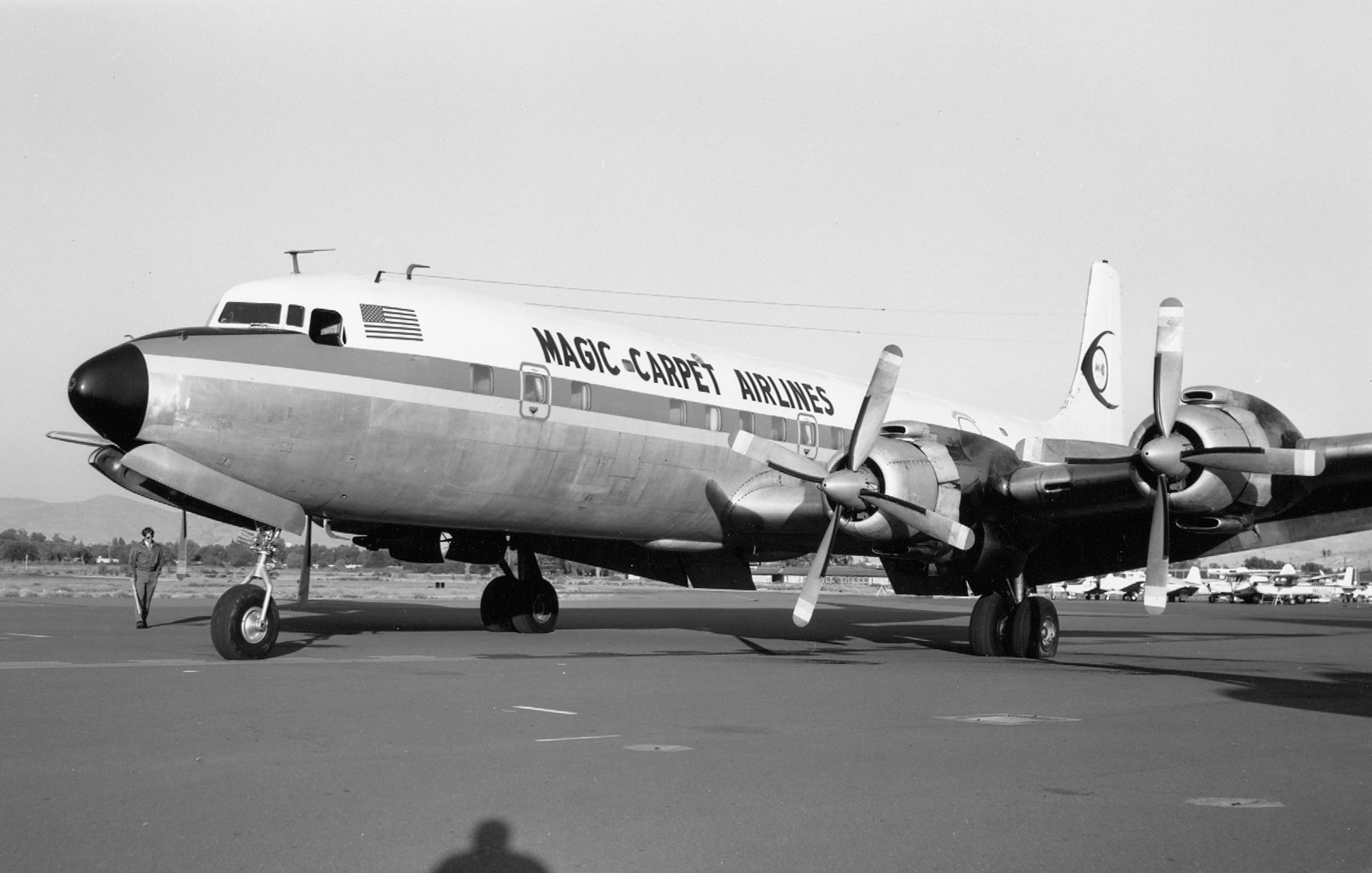
El Douglas DC-7C usado al final de la película.

Las últimas escenas del filme, grabadas en Buchanan Field, muestra un avión de pasajeros Douglas DC-7C de Magic Carpet Airlines, que anteriormente había sido alquilado al propietario Club America Incorporated por la banda de rock Grand Funk Railroad desde marzo de 1971 hasta junio de 1971.

### Cinematografía
Lucas consideró cubrir deberes como único director de fotografía, pero abandonó la idea. En su lugar, eligió grabar American Graffiti empleando a dos cinematógrafos (como lo había hecho en THX 1138) y sin director de fotografía formal. Se utilizaron dos cámaras simultáneamente en escenas de conversaciones entre actores en diferentes coches, lo que supuso un importante ahorro de tiempo de producción. Jan D'Alquen y Ron Eveslage fueron contratados como cinematógrafos, pero filmar con cámaras Techniscope trajo consigo problemas de iluminación, por lo que Lucas encargó la ayuda de su amigo (en inglés), quien fue acreditado como "consultor visual".
Luego que el formato Cinemascope resultara ser costoso, Lucas decidió que American Graffiti debería tener la sensación de un documental, así que grabó la película usando cámaras Techniscope. Creía que Techniscope, una forma económica de filmar en película de 35 mm y usar solo la mitad del fotograma de la película, daría un formato de pantalla ancha perfecto parecido al 16 mm. A la sensación documental se sumó la apertura de Lucas hacia el elenco para improvisar escenas. También uso goofs para el corte final, notablemente cuando Charles Martin Smith estrella su motoneta en la escena donde Terry llega afuera del Mel's Drive In para conocer a Steve.

### Montaje
Lucas quería que su entonces esposa, Marcia, editara American Graffiti, pero el ejecutivo de Universal Ned Tanen insistía en contratar a Verna Fields, quien había terminado la edición de The Sugarland Express de Steven Spielberg. Fields trabajo en el primer corte en bruto de la película antes de irse a resumir su trabajo en What's Up, Doc?. Tras la partida de Fields, Lucas tuvo problemas para editar la estructura de la historia de la película. 
Originalmente había escrito el guion de modo que las cuatro historias (Curt, Steve, John y Toad) se presentaran siempre en la misma secuencia (una estructura argumental "ABCD"). El primer corte de American Graffiti duraba 3 horas y media, y para reducir la película a dos horas más manejables, muchas escenas tuvieron que ser cortadas, acortadas o combinadas. En consecuencia, la estructura de la película se volvió cada vez más flexible y ya no se ajustaba a la presentación ABCD original que Lucas tenía en mente.
Lucas completó su corte final de American Graffiti, que duraba 112 minutos, en diciembre de 1972. Walter Murch asistió a Lucas en la postproducción para fines de mezcla de audio y diseño de sonido. Murch sugirió hacer el show radiofónico de Wolfman Jack en la espina dorsal del filme. "El Wolfman era una presencia etérea en la vida de los jóvenes", dijo el productor Gary Kurtz, "y era esa cualidad que queríamos y obtuvimos en la película".

## Banda sonora
La elección de la música fue crucial para el ambiente de cada escena; es música diegética que los propios personajes pueden escuchar y por tanto se convierte en parte integral de la acción. George Lucas tenía que ser realista respecto a las complejidades de las autorizaciones de derechos de autor y sugirió varias canciones alternativas. Universal quería que Lucas y el productor Gary Kurtz contrataran una orquesta para sonidos similares. 
El estudio finalmente propuso un trato fijo que ofrecía a todos los editores de música la misma cantidad de dinero. Esto era aceptable para la mayoría de las empresas que representaban las primeras opciones de Lucas salvo por RCA, razón por la que Elvis Presley está notoriamente ausente de la banda sonora.
La obtención de los derechos de licencia musical terminó costado aproximadamente 90.000 dólares, y como resultado, no quedaba dinero para una  partitura fílmica tradicional. "Use la ausencia de música y efectos sonoros, para crear el drama," explicaría más tarde Lucas.
Un álbum de banda sonora, 41 Original Hits from the Soundtrack of American Graffiti, fue lanzado por MCA Records. El álbum contiene todas las canciones utilizadas en la película (con la excepción de "Gee" de The Crows, que posteriormente se incluyó en un segundo álbum de banda sonora) presentadas en el orden en que aparecieron en la película.

## Recepción

### Lanzamiento
A pesar de los elogios unánimes durante las proyecciones en enero de 1973, a las que asistió el ejecutivo de Universal Ned Tanen, el estudio le dijo a Lucas que querían volver a editar su corte original de American Graffiti. El productor Coppola se puso del lado de Lucas contra Tanen y Universal, ofreciendo "comprar la película" del estudio y reembolsarla por los $775,000 dólares que había costado realizarla. 20th Century Fox y Paramount Pictures realizaron ofertas similares al estudio. Universal rechazó estas ofertas y le dijeron a Lucas que planeaban contratar a William Hornbeck para reeditar la película.
Cuando El padrino, de Coppola, ganó el Óscar a la mejor película en marzo de 1973, Universal cedió y acordó cortar solo tres escenas (que abarcaban unos cuantos minutos) del corte de Lucas: un encuentro entre Toad y un vendedor de autos que habla rápido, una discusión entre Steve y el director de su excolegio, el Sr. Kroot, en la pista de baile, y un esfuerzo de Bob Falfa de serenar a Laurie con "Some Enchanted Evening". El estudio inicialmente pensó que la película solo era apta para estrenarse como telefilme.
Sin embargo, varios empleados del estudio que vieron la película comenzaron a comentarla y su reputación creció de boca a boca. El estudio abandonó la idea del telefilme y comenzó a organizar un estreno limitado en cines selectos de Los Ángeles y Nueva York. Los presidentes de Universal Sidney Sheinberg y Lew Wasserman escucharon sobre los elogios que la película había estado cosechando en Los Ángeles y Nueva York, y el departamento de marketing amplió su estrategia de promoción, invirtiendo $500,000 dólares adicionales en marketing y promoción. La película se estrenó en los Estados Unidos el 11 de agosto de 1973. Con unos gastos de producción y comercialización de solo $1.27 millones de dólares, la película obtuvo una recaudación bruta mundial de más de $55 millones de dólares. Fuera de los Estados Unidos tuvo un éxito modesto, pero se convirtió en una película de culto en Francia.
Universal reestrenó American Graffiti en 1978, con sonido Dolby, y ganó $63 millones de dólares adicionales, lo que elevó los ingresos totales de los dos lanzamientos a $118 millones de dólares. El reestreno incluyó sonido estereofónico y los minutos adicionales que el estudio había eliminado del corte original de Lucas. Todos los lanzamientos en formato doméstico también incluyeron estas escenas.
Además, la fecha de la muerte de John Milner cambió de junio de 1964 a diciembre de 1964, para ajustarse a la estructura narrativa de la próxima secuela, More American Graffiti. Al final de su estreno en salas, American Graffiti tuvo una de las mayores relaciones costo/beneficio de una película hasta ese momento.
El productor Francis Ford Coppola se arrepintió de no haber financiado la película por su cuenta. Lucas recordó: "Habría ganado 30 millones de dólares con el trato. Nunca lo superó y todavía se patea a sí mismo". Fue la decimotercera película más taquillera de todos los tiempos en 1977 y, ajustada a la inflación, actualmente es la 51.ª más taquillera. Para la década de 1990, American Graffiti había recaudado más de 200 millones de dólares en taquilla bruta y ventas en formato doméstico. En diciembre de 1997, Variety reportó que la película había ganado 55,13 millones de dólares adicionales en ingresos por alquiler.
Universal Pictures Home Entertainment lanzó la película en DVD por primera vez en setiembre de 1998 y una vez más como un doble programa junto a More American Graffiti (1979) en enero de 2004. Se usó la versión del filme de 1978, con una alteración digital en el cielo en la secuencia de títulos inicial. Universal lanzó la película en Blu-ray con una nueva remasterización digital de imagen supervisada por George Lucas en 31 de mayo de 2011.
En celebración a su 50 aniversario, una restauración en 4K de la película actualizada con una nueva mezcla de sonido 5.1 se reestrenó a nivel nacional el 27 y 30 de agosto previo a su lanzamiento en Blu-ray Ultra HD en noviembre de 2023.

### Crítica
American Graffiti fue aclamada por la crítica. La película tiene un puntaje de 8.3/10 en el sitio web especializado Rotten Tomatoes, con un índice de aprobación de los críticos del 95%. El consenso del sitio web dice: «Una de las películas sobre adolescentes más influyentes de todas, American Graffiti es una mirada divertida, nostálgica y agridulce de los últimos días de inocencia de un grupo de recién graduados de secundaria».
Metacritic calculó una puntuación de 97 sobre 100, indicando “aclamación universal”. El crítico Roger Ebert le dio cuatro estrellas de cuatro y la elogió por ser «no solo una gran película sino una brillante obra de ficción histórica; ningún tratado sociológico podría duplicar el éxito de la película al recordar exactamente cómo era estar vivo en ese instante cultural».
Gene Siskel le otorgó tres estrellas y media de cuatro, y escribió que aunque la película sufría una "exageración" de nostalgia, particularmente con respecto a una banda sonora tan sobrecargada que equivalía a «una de esas imágenes borrosas de la televisión», todavía estaba «bien hecha, logra momentos de emoción genuina y proporciona un festín lleno de memorias».
Vincent Canby de The New York Times escribió: «American Graffiti es una película tan divertida y precisa, tan controlada y eficiente en su narrativa, que se puede exagerar al máximo». A. D. Murphy de Variety  sintió que American Graffiti era un vívido «recuerdo de las actitudes y la moral de los adolescentes, contada con sobresaliente empatía y compasión a través de un elenco excepcionalmente talentoso de actores desconocidos».
Charles Champlin de Los Angeles Times la llamó una «película magistralmente ejecutada y que afecta profundamente». Jay Cocks de la revista Time escribió que American Graffiti «revela una nueva y bienvenida profundidad de sentimiento. Pocas películas han mostrado tan bien el entusiasmo, la tristeza, las ambiciones y las pequeñas derrotas de una generación de jóvenes estadounidenses». Pauline Kael de The New Yorker se mostró menos entusiasmada y escribió que la película "no es más que una comedia cálida, agradable y traviesa, porque no hay nada que respalde el estilo. 
Las imágenes no son tan impactantes visualmente como lo serían si hubiera una mente detrás de ellos; la película no tiene resonancia excepto por el sonido de la máquina de discos y el aspecto inquietante y nocturno de la máquina de discos". También observó con desdén que el epílogo no se molestaba en mencionar el destino de ninguno de los personajes femeninos. Dave Kehr, escribiendo en el Chicago Reader, calificó la película como una brillante obra de arte popular que redefinió la nostalgia como un bien comercializable, al tiempo que estableció un nuevo estilo narrativo.

### Temas
American Graffiti presenta a varios personajes que pasan por una etapa de crecimiento, tomando decisiones como las de asistir a la universidad o continuar residiendo en un pequeño pueblo. El escenario de 1962 representa casi el final de un era en la sociedad estadounidense y la cultura pop. El telón de fondo musical también se vincula con los primeros años del rock 'n' roll a mediados y finales de la década de 1950 (es decir, con artistas como Bill Haley & His Comets, Elvis Presley y Buddy Holly) y principios de la década de 1960, con la llegada de la "invasión británica" y The Beatles.
El escenario también es anterior a la guerra de Vietnam y el asesinato de John F. Kennedy y antes de los años pico de la contracultura en la década de los 60. American Graffiti evoca la relación de la humanidad con las máquinas, en particular con la subcultura de los hot rods (autos americanos antiguos, clásicos o modernos con motores grandes modificados para mayor velocidad), representativa de la importancia del automóvil para la cultura estadounidense en el momento en que se hizo. Otro tema es la obsesión de los adolescentes con la radio, especialmente con la inclusión de Wolfman Jack y su misteriosa y mitológica voz sin rostro (para la mayoría).

## Premios y nominaciones
| Premio                                                                | Categoría                                                                                           | Nominado(s)                               | Resultado | Ref.          |
| --------------------------------------------------------------------- | --------------------------------------------------------------------------------------------------- | ----------------------------------------- | --------- | ------------- |
| Premios Óscar                                                         | Mejor película                                                                                      | Francis Ford Coppola y Gary Kurtz         | Nominados | [ 61 ]        |
| Premios Óscar                                                         | Mejor director                                                                                      | George Lucas                              | Nominado  | [ 61 ]        |
| Premios Óscar                                                         | Mejor actriz de reparto                                                                             | Candy Clark                               | Nominada  | [ 61 ]        |
| Premios Óscar                                                         | Mejor argumento y guion basados en material factual o material no previamente publicado o producido | George Lucas, Gloria Katz y Willard Huyck | Nominado  | [ 61 ]        |
| Premios Óscar                                                         | Mejor montaje                                                                                       | Verna Fields y Marcia Lucas               | Nominadas | [ 61 ]        |
| Premios BAFTA                                                         | Mejor actriz de reparto                                                                             | Cindy Williams                            | Nominada  | [ 62 ]        |
| Premios del Sindicato de Directores                                   | Logro destacado en dirección de películas                                                           | George Lucas                              | Nominado  | [ 63 ]        |
| Premios Globo de Oro                                                  | Mejor película - Comedia o musical                                                                  | Mejor película - Comedia o musical        | Ganador   | [ 64 ]        |
| Premios Globo de Oro                                                  | Mejor actor - Comedia o musical                                                                     | Richard Dreyfuss                          | Nominado  | [ 64 ]        |
| Premios Globo de Oro                                                  | Mejor director                                                                                      | George Lucas                              | Nominado  | [ 64 ]        |
| Premios Globo de Oro                                                  | Nueva estrella del año - Actor                                                                      | Paul Le Mat                               | Ganador   | [ 64 ]        |
| Premios del Círculo de Críticos de Cine de Kansas                     | Mejor película                                                                                      | Mejor película                            | Ganador   | [ 65 ]        |
| Festival Internacional de Cine de Cartagena de Indias                 | Primer premio                                                                                       | Primer premio                             | Ganador   | [ 3 ]         |
| Festival Internacional de Cine de Locarno                             | Leopardo de Bronce                                                                                  | George Lucas                              | Ganador   | [ 3 ]         |
| Nastro d'Argento                                                      | Mejor director extranjero                                                                           | George Lucas                              | Nominado  |               |
| National Film Preservation Board                                      | National Film Registry                                                                              | National Film Registry                    | Incluida  |               |
| Premios de la Sociedad Nacional de Críticos de Cine de Estados Unidos | Mejor actriz de reparto                                                                             | Cindy Williams                            | 5.º lugar | [ 66 ]        |
| Premios de la Sociedad Nacional de Críticos de Cine de Estados Unidos | Mejor guion                                                                                         | George Lucas, Gloria Katz y Willard Huyck | Ganadores | [ 66 ]        |
| Premios del Círculo de Críticos de Cine de Nueva York                 | Mejor película                                                                                      | Mejor película                            |           | [ 67 ]        |
| Premios del Círculo de Críticos de Cine de Nueva York                 | Mejor guion                                                                                         | George Lucas, Gloria Katz y Willard Huyck | Ganadores | [ 67 ]        |
| Online Film & Television Association Awards                           | Salón de la fama – Película                                                                         | Salón de la fama – Película               | Honrado   | [ 68 ]        |
| Premios WGA                                                           | Mejor guion original – comedia                                                                      | George Lucas, Gloria Katz y Willard Huyck | Nominados | [ 69 ] [ 70 ] |

### Distinciones
American Graffiti ha sido incluida en las siguientes listas del American Film Institute:
- 1998: AFI's 100 años... 100 películas – #77[71]
- 2000: AFI's 100 años... 100 sonrisas – #43[72]
- 2007: AFI's 100 años... 100 películas (edición 10.º aniversario) – #62[73]

## Legado

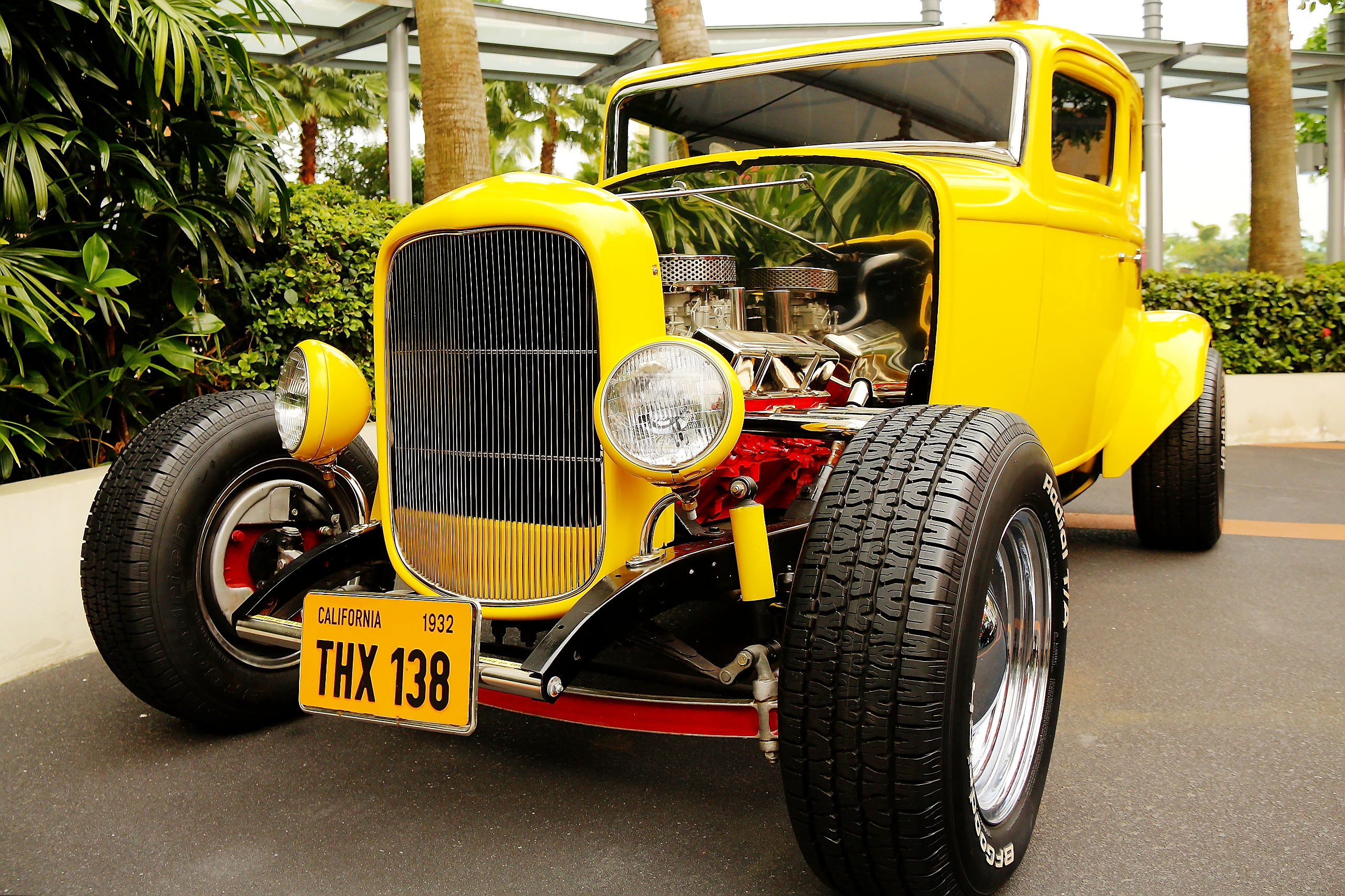
Replica del deuce coupe amarillo que usa John Milner en la película, exhibido en Universal Studios Singapore.

El éxito de American Graffiti reavivó el interés del público en las décadas de 1950 y 1960, y le abrió el paso a películas de adolescentes nostálgicas como The Lords of Flatbush (1974), Cooley High (1975), Grease (1978), Dirty Dancing (1987), Hairspray (1988) y la serie de televisión Happy Days. Junto con otras películas de la era del "Nuevo Hollywood",.
American Graffiti a menudo es citada como responsable de dar a luz a los blockbusters. El éxito de taquilla de la película convirtió a George Lucas en un millonario instantáneo. Dio una cantidad de las ganancias de la película a Haskell Wexler por su ayuda de consultoría visual durante la filmación, y a Wolfman Jack por "inspiración". El patrimonio neto de Lucas ahora era de $ 4 millones de dólares, y apartó un fondo independiente de $ 300,000 dólares para su futuro proyecto Star Wars (1977).
El éxito financiero de American Graffiti también le dio a Lucas la oportunidad de establecer sus propias compañías: Lucasfilm, Skywalker Sound e Industrial Light & Magic. Basándose en el éxito de la reedición de 1977, Universal comenzó la producción de una secuela, More American Graffiti (1979). Lucas y los escritores Willard Huyck y Gloria Katz más tarde colaboraron en otra cinta, Radioland Murders (1994), también lanzada por Universal Pictures, en la cual Lucas actuó como productor ejecutivo. 
La película presenta personajes destinados a ser los padres de Curt y Laurie Henderson, Roger y Penny Henderson. En 1995, American Graffiti fue considerada "cultural, histórica o estéticamente significativa" por la Biblioteca del Congreso de Estados Unidos y seleccionada para su conservación en el National Film Registry. En 1997, la ciudad de Modesto, California, donde transcurre la historia de la cinta, honró a Lucas con una estatua de American Graffiti en una plaza que lleva su nombre, la George Lucas Square.
El director David Fincher acreditó a American Graffiti como una influencia visual para su película Fight Club (1999). Star Wars: Episodio II - El ataque de los clones de Lucas contiene referencias a la película. El aerodeslizador amarillo que Anakin Skywalker y Obi-Wan Kenobi usan para perseguir al cazarrecompensas Zam Wesell está basado en el deuce coupe amarillo de John Milner, mientras que el restaurante de Dexter Jettster es una reminiscencia del Mel's Drive-In. Adam Savage y Jamie Hyneman llevaron a cabo el experimento del "eje trasero" en el episodio de Mythbusters del 11 de enero de 2004.
Dada la popularidad de los autos de la película, su destino inmediatamente después de la producción es sorprendente. Todos fueron ofrecidos a la venta en anuncios en periódicos de San Francisco; solo el '58 Impala (conducido por el personaje de Ron Howard) atrajo a un comprador, y fue vendido por solo unos pocos cientos de dólares. El Deuce amarillo y el T-bird blanco no se vendieron, a pesar de tener un precio tan bajo como $3,000 dólares. La matrícula en el deuce de Milner es THX 138 en una placa amarilla de California, ligeramente alterada, que hace referencia al título del primer largometraje de Lucas (THX 1138).